# Carlos Tejas
Carlos Rodrigo Tejas Pastén (4 d'octubre de 1971) és un exfutbolista xilè.

## Selecció de Xile
Va formar part de l'equip xilè a la Copa del Món de 1998.